# Howard Schnellenberger
Howard Leslie Schnellenberger (St. Meinrad, 16 de marzo de 1934 - Boca Ratón, 27 de marzo de 2021) fue un entrenador estadounidense de fútbol americano con un largo servicio tanto a nivel profesional como universitario. Ocupó puestos de entrenador en jefe con los Baltimore Colts de la Liga Nacional de Fútbol Americano y en la Universidad de Miami, la Universidad de Oklahoma, la Universidad de Louisville y la Universidad Florida Atlantic. Ganó un campeonato nacional con Miami en 1983. Schnellenberger también trabajó extensamente como entrenador asistente a nivel universitario y profesional, incluso como parte del personal de los invictos Miami Dolphins de 1972. También es famoso por haber reclutado a Joe Namath en Alabama para Bear Bryant en 1961.

## Primeros años
Schnellenberger nació de padres germano-estadounidenses, Leslie y Rosena (Hoffman) Schnellenberger, en el pequeño pueblo de Saint Meinrad, Indiana. Se graduó de Flaget High School en Louisville, Kentucky donde jugó fútbol, baloncesto y béisbol antes de obtener una beca para la Universidad de Kentucky. Schnellenberger jugó fútbol americano universitario como final para los Kentucky Wildcats, y fue nombrado All-American 1955 por la Associated Press y la Newspaper Enterprise Association. Luego jugó profesionalmente durante 2 temporadas con los Toronto Argonauts de la CFL. Posteriormente trabajó como entrenador asistente en Kentucky bajo la dirección del entrenador en jefe Blanton Collier en 1959 y 1960.
En enero de 1961, Schnellenberger se unió al cuerpo técnico del Alabama Crimson Tide como asistente del entrenador en jefe Bear Bryant. Mientras estaba en el personal de Bryant, Schnellenberger ayudó a reclutar mariscales de campo Joe Namath y Ken Stabler, y ayudó a entrenar a Alabama a tres campeonatos nacionales (1961, 1964 y 1965) en cinco temporadas. Schnellenberger dejó Alabama a principios de 1966 para aceptar un trabajo en la Liga Nacional de Fútbol Americano (NFL) como entrenador de alas ofensivas de los Rams de Los Ángeles bajo la dirección de George Allen. Después de cuatro temporadas con los Rams, Schnellenberger fue contratado por Don Shula de los Miami Dolphins a principios de 1970. Inicialmente nombrado entrenador de receptores Schnellenberger era el coordinador ofensivo de los Dolphins en julio. Ayudó a entrenar a los Dolphins a su invicta temporada de 1972 y a la victoria en el Super Bowl VII.

## Carrera

### Baltimore Colts
Schnellenberger firmó un contrato de tres años para suceder a John Sandusky como entrenador en jefe de los Colts el 14 de febrero de 1973. Se reunió con el gerente general Joe Thomas, quienes habían sido colegas de los Dolphins. Se unió a un equipo en medio de una afluencia de jugadores más jóvenes.
Los Colts tuvieron marca de 4-10-0 en su única temporada completa, pero lograron molestar al campeón defensor del Super Bowl, los Dolphins hacia el final de la temporada de 1973, aunque el segundo equipo de los Dolphins jugó la mayor parte del juego.
Su tiempo con los Colts terminó después de una derrota 30-10 ante los Philadelphia Eagles en el Veterans Stadium el 29 de septiembre de 1974, que extendió su racha de derrotas en la apertura de la temporada a tres. Mientras acechaba a los Colts durante la segunda mitad, el dueño del equipo, Robert Irsay, quien tenía preferencia por Bert Jones como mariscal de campo titular sobre Marty Domres, le preguntó a Schnellenberger cuándo iba a hacer ese cambio. La respuesta sarcástica de Schnellenberger dio como resultado su despido posterior al juego. Irsay había ido primero al palco de prensa para informar a Thomas que él sería el nuevo entrenador en jefe y luego al vestuario para anunciar sus acciones a los jugadores de los Colts antes de darle la noticia a Schnellenberger en una acalorada discusión en la oficina de los entrenadores.
Regresó al cuerpo técnico de los Dolphins al año siguiente y permaneció allí hasta que le ofrecieron el puesto de entrenador en jefe en la Universidad de Miami.

### Universidad de Miami

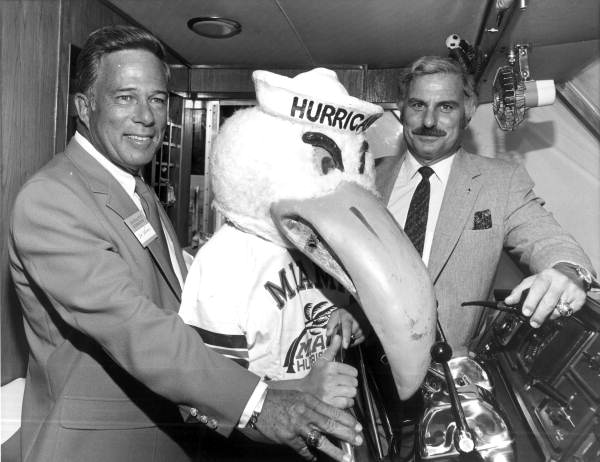
Schnellenberger (derecha) en 1981

Schnellenberger llegó a un programa de Miami que estaba en sus últimas etapas, y la universidad casi lo había abandonado unos años antes. Basándose en la metodología del campo de entrenamiento aprendida de los mentores Bryant y Shula y un libro de jugadas orientado al pase de estilo profesional que aún no es la norma en el fútbol americano universitario, Miami desarrolló un juego de pases que les permitió tener ventaja sobre equipos no equipados para defender tal ataque. Para su tercera temporada en Miami, el equipo había terminado la temporada en el top 25 de AP Poll dos veces, algo que no había sucedido allí desde 1966.
Schnellenberger revolucionó el reclutamiento de talentos de las escuelas secundarias del sur de Florida al construir una "valla alrededor del sur de Florida" metafórica y reclutar solo al "Estado de Miami". Su ojo para el talento en esta área lo llevó a que muchos programas en todo el país prestasen mayor atención a las perspectivas de las escuelas secundarias del sur de Florida. Bajo su plan "Estado de Miami", los equipos de Schnellenberger tomaron lo mejor del área de tres condados alrededor de la ciudad, fueron tras lo mejor del estado y luego apuntaron a objetivos entre los reclutas de élite de la nación; se convirtió en un modelo de cómo reclutar en el fútbol universitario.
Entrenó a Miami para un campeonato nacional en 1983, derrotando a Nebraska en el Orange Bowl. Después de la temporada, Schnellenberger renunció para convertirse en copropietario, presidente, gerente general y entrenador en jefe de The Spirit of Miami de la United States Football League, una franquicia reubicada de Washington Federals. En agosto, sin embargo, la USFL anunció que cambiaría a un programa de otoño. El futuro propietario de los Federales se retiró del trato, sabiendo que no podía esperar competir cara a cara con los Miami Dolphins. Un nuevo patrocinador trasladó al equipo a Orlando como Renegades, pero Schnellenberger optó por no seguir al equipo a Florida Central. Schnellenberger fue reemplazado como entrenador en jefe de los Hurricanes por Jimmy Johnson.
Schnellenberger fue entrevistado sobre su tiempo en la Universidad de Miami para el documental The U, que se estrenó el 12 de diciembre de 2009 en ESPN.
Schnellenberger recibió el premio Golden Plate Award de la American Academy of Achievement en 1984.
Schnellenberger fue incluido en el Salón de la Fama del Deporte de la Universidad de Miami en 1993.

### Louisville Cardinals
En 1985, Schnellenberger regresó a la ciudad donde creció para entrenar a otro programa en apuros, los Louisville Cardinals de la Universidad de Louisville. Schnellenberger heredó una situación que era tan mala, si no peor, que la que había heredado en Miami. Los Cardinals no habían tenido una temporada ganadora desde 1978, y solo dos récords ganadores en los 12 años anteriores. Jugaban en el Cardinal Stadium, un estadio de béisbol de ligas menores, y a menudo recibían multitudes tan pequeñas que la escuela se vio obligada a regalar entradas. También jugaron a la sombra de su poderoso equipo de baloncesto masculino de la escuela. La situación era tan grave en Louisville que los funcionarios estaban considerando dejar el programa de fútbol americano en I-AA. No obstante, en su conferencia de prensa inaugural, sorprendió a periodistas y fanáticos al proclamar que el programa "está en camino de colisión con el campeonato nacional". La única variable es el tiempo".
Después de tener un récord de 8–24–1 en sus primeros tres años, Schnellenberger pudo cambiar el programa y tener un récord de 24–9–1 en las siguientes tres temporadas. En 10 años, llevó a los Cardinals a su cuarto y quinto juego de tazón en la historia de la escuela. Ganaron ambos, incluida una paliza 34-7 del Alabama Crimson Tide en el Fiesta Bowl de 1991, culminando una temporada 10-1-1 y la primera aparición de la escuela en una encuesta final (undécima). La aparición de Fiesta Bowl fue el primer juego de bolos del Día de Año Nuevo de la escuela.

Schnellenberger dejó Louisville después de la temporada 1994. Recordó en una entrevista de 2012 que su partida fue resultado directo de la inminente creación de Conference USA:
No me fui por dinero. No estaba buscando ir a ninguna parte hasta que ese presidente (el Dr. Donald Swain) sacó esas tonterías y nos puso en esa conferencia en la que no quería estar. No iba a entrenar en una conferencia en la que no tuviera la oportunidad de competir por el campeonato nacional.
Schnellenberger fue reemplazado por Ron Cooper. Aunque el récord de Schnellenberger en Louisville fue dos juegos por debajo de .500 (en gran parte debido a sus primeros tres años), se ha mantenido en la buena disposición de los fanáticos de Cardinal debido al mal estado en el que se encontraba el programa cuando llegó, lo que le dio una reputación como un "constructor de programas". También se le atribuye el mérito de sentar las bases para el posterior ascenso del programa a la prominencia. Los Cardinals asistieron a nueve super bowls consecutivos desde 1998 hasta 2006. El complejo de fútbol Howard L. Schnellenberger en el actual Cardinal Stadium lleva su nombre; Schnellenberger inicialmente propuso construir el estadio en el campus durante su mandato en Louisville y se le atribuye haber mantenido vivo el proyecto.

### Oklahoma Sooners
A finales de la temporada de 1994, el entrenador en jefe de Oklahoma Sooners, Gary Gibbs, se vio obligado a dimitir, pero se le permitió terminar la temporada. Schnellenberger fue contratado para reemplazarlo el 16 de diciembre de 1994. Repitiendo su fanfarronería al aceptar el trabajo de Louisville, Schnellenberger declaró: "Escribirán libros y harán películas sobre mi tiempo aquí". También viajó por todo el estado, con el objetivo declarado de renovar el entusiasmo en lo que llamó "Sooner Nation". Después de ver a su nuevo equipo por primera vez en el Copper Bowl de 1994 (en el que Oklahoma fue derrotado por BYU 31-6), alienó a sus futuros jugadores al declararlos "desorganizados y desmotivados" y que deshonraron la rica tradición futbolística de Oklahoma.
Después de un inicio de 3-0 que tuvo a los Sooners en el top 10, rápidamente se deshizo después de una derrota por 38-17 ante Colorado en ESPN. Ese fue el comienzo de una racha en la que los Sooners solo terminaron 2-5-1 el resto del camino, incluido un récord de 2-5 en el juego de la conferencia, el primer récord perdedor de Oklahoma en el juego de la conferencia en 31 años. También fueron derrotados 12-0 por Oklahoma State, la primera derrota de los Sooners ante su rival en el estado en 20 años. En el camino, los Sooners fueron penalizados nueve veces por partido, lo cual es muy inusual ya que Schnellenberger ha entrenado tradicionalmente a equipos muy disciplinados. Los Sooners cerraron la temporada con su segunda blanqueada consecutiva, una derrota por 37-0 en el No. 1 Nebraska, que negó a los Sooners un récord ganador y la oportunidad de un Super bowl.
El 19 de diciembre de 1995, Schnellenberger renunció inesperadamente después de una temporada, afirmando que "en los últimos meses se ha desarrollado un clima hacia el programa, comprensiblemente en algunos casos y quizás injustamente en otros, que ha cambiado mi perspectiva sobre la situación. Un cambio podría ayudar a mejorar ese clima".
Hasta el día de hoy, los fanáticos de Sooner no tienen a Schnellenberger en alta estima, en parte porque no ocultó su falta de interés en la historia del fútbol de Oklahoma (a pesar de sus comentarios después del Copper Bowl de 1994). Poco después de su llegada, ordenó la destrucción de varios archivos de fútbol antiguos (que en realidad se conservaron sin su conocimiento). En su gira estatal, prometió formar un equipo que haría que "Sooner Nation" se olvidara de los entrenadores en jefe Bud Wilkinson y Barry Switzer.
En su único año en Oklahoma, Schnelleneberger perdió por un margen unilateral ante Kansas y Kansas State. Switzer fue 16-0 durante su carrera contra los Wildcats y 14-2 contra los Jayhawks.
Después de dejar Oklahoma, Schnellenberger decidió probar el mundo financiero y se convirtió en vendedor de bonos, aprobando el examen de certificación en su tercer intento.

### Florida Atlantic Owls
Después de unos años fuera del centro de atención, Schnellenberger resurgió en 1998. A los 64 años fue nombrado director de operaciones de fútbol de la Universidad Atlántica de Florida (FAU), con la tarea de construir un programa de fútbol desde cero: elaborar un plan estratégico, recaudar fondos y seleccionar un entrenador. Pudo recaudar $13 millones en promesas (equivalente a $24.3 millones en 2019), presionó a la legislatura estatal, y cuando el entonces presidente de la FAU, Anthony Catanese, le pidió que buscara un entrenador en 1999, Schnellenberger se seleccionó a sí mismo. Schnellenberger describió su interés en FAU señalando: "Este es muy diferente. Los demás, estábamos trabajando con niños adoptados. Estos eran nuestros hijos".
Durante los dos años siguientes, Schnellenberger dirigió al equipo incipiente mediante la recaudación de fondos, el reclutamiento y la práctica. Para su primera práctica en 2000, los Owls tuvieron 160 caminantes y 22 jugadores becados. El fútbol de la FAU jugó su primer partido el 1 de septiembre de 2001, perdiendo ante Slippery Rock 40–7 después de que la administración de la FAU no certificara a 13 titulares Owls a tiempo para jugar. En el siguiente juego, los Owls sorprendieron al equipo No.22 en I-AA, Bethune-Cookman, terminando su primera temporada 4-6. Regresaron a 2-9 la temporada siguiente, pero terminaron 11-3 y llegaron a las semifinales I-AA en su tercera. Durante su cuarta temporada, los Owls registraron un récord de 9-3 durante la transición a la División IA, pero no fueron elegibles para un Super bowl y los playoffs I-AA debido a su estado de transición.
Después de jugar cuatro años en el nivel de la División I-AA, FAU se trasladó al nivel de la Conferencia Sun Belt y la División IA en 2005. Esta meta había sido uno de los principales objetivos de Schnellenberger al momento de la creación del programa. Después de dos temporadas en el Sun Belt, el fútbol de la FAU ganó el título de la Conferencia de 2007 y aseguró su primera invitación a un tazón, derrotando a Memphis 44-27 en el New Orleans Bowl. En apenas el séptimo año de la historia del programa de fútbol, y el tercer año jugando en la División IA, Florida Atlantic estableció un récord de la NCAA al convertirse en el programa más joven en recibir una invitación a un juego de bolos. Por su éxito en 2007, Schnellenberger fue nombrado Entrenador del Año de la Conferencia Sun Belt.
En 2008, Schnellenberger llevó a sus 6-6 FAU Owls a una candidatura de postemporada en el Motor City Bowl contra los Chippewas de Central Michigan. Esta fue la primera vez que un equipo de la Conferencia Sun Belt 6-6 que no había ganado el Campeonato de la Conferencia fue invitado a un tazón de postemporada. Aunque los Owls no eran favoritos, Schnellenberger extendió su récord de tazón de postemporada a 6-0, la mayor cantidad de cualquier entrenador sin una derrota, con una victoria por 24-21.
Schnellenberger, cuyo contrato como entrenador en jefe expiró al final de la temporada 2011, anunció su retiro el 11 de agosto de 2011, efectivo al final de la temporada. Cuando se le preguntó si volvería a considerar entrenar, respondió: "No me verás en ningún otro lugar que no sea aquí o en la playa". Durante su carrera en la FAU, presionó regularmente por un nuevo estadio de fútbol en el campus; ese objetivo se cumplió con la inauguración de 2010 del nuevo Estadio FAU. Poco antes de anunciar su retiro, apareció en una ceremonia previa a la inauguración en la que encendió las luces del estadio por primera vez. Lideró a los Owls para su primer partido en casa en las nuevas instalaciones el 15 de octubre.
El 20 de agosto de 2014, FAU anunció que el campo de su estadio sería nombrado en honor a Howard Schnellenberger. Durante el regreso a casa de 2019, Schnellenberger fue incluido en el Salón de la Fama de la FAU.

## Vida personal
Schnellenberger se casó con la canadiense Beverlee Donnelly de Saint-Jean-sur-Richelieu, Quebec en mayo de 1959; tuvieron tres hijos. A su hijo mayor, Stephen, le diagnosticaron cuando era un bebé una forma poco común de cáncer endocrino, pero vivió una infancia normal y se convirtió en corredor de seguros en Florida; sin embargo, durante una cirugía en 2003, su corazón se detuvo y sufrió daño cerebral que lo dejó en un estado semicomatoso. Posteriormente, los padres de Stephen lo cuidaron en su casa, hasta su muerte el 9 de marzo de 2008.
A partir de 1999, Schnellenberger y su esposa vivieron en Ocean Ridge, una ciudad cerca de Boynton Beach, Florida. La casa fue descrita como "como un museo" en un perfil de 2017 para The New York Times, debido a los elementos mostrados de figuras tan notables como George HW Bush, Burt Reynolds y Joe Namath.
Schnellenberger era conocido por su grave voz de barítono y era conocido por fumar una pipa de marca registrada, pero lo dejó después de descubrir que a su hijo le diagnosticaron cáncer. Durante su estadía en Miami y Louisville, fue bien conocido por usar una chaqueta de gamuza distintiva y una corbata a rayas conservadora, haciéndose eco del vestido de sus mentores como Bear Bryant, aunque usó más a menudo camisetas de golf como entrenador de FAU. También era conocido por sus coloridas citas en conferencias de prensa, de modo que un semanario de Louisville, el Louisville Eccentric Observer, publicó un artículo llamado "SchnellSpeak of the Week".
Schnellenberger interpretó al árbitro en la escena del juego de fútbol en la película bélica de 1970 dirigida por Robert Altman, MASH. Dijo sobre su experiencia cinematográfica: "Fue un trabajo duro. Estuve allí dos semanas. Teníamos que usar tacos de fútbol ocho horas al día".
Después de su retiro, Schnellenberger fue contratado por Universidad Atlántica de Florida y fue nombrado el primer "Embajador en general". Su principal responsabilidad era ayudar a impulsar los esfuerzos de recaudación de fondos para el departamento de atletismo. Cuando Miami y FAU se reunieron en 2013, el exentrenador fue elogiado como capitán honorario de ambos equipos.
Schnellenberger falleció el 27 de marzo de 2021, apenas once días después de cumplir 87 años en Boca Ratón, Florida.

## Estadísticas

### NFL
| Equipo    | Año       | Temporada regular | Temporada regular | Temporada regular | Temporada regular | Temporada regular  | Postemporada | Postemporada | Postemporada | Postemporada               |
| Equipo    | Año       | Ganado            | Perdió            | Corbatas          | Ganar %           | Terminar           | Ganado       | Perdió       | Ganar %      | Resultado                  |
| BAL       | 1973      | 4                 | 10                | 0                 | .286              | 4 ° en la AFC Este | -            | -            | -            | Eliminatorias perdidas     |
| BAL       | 1974      | 0                 | 3                 | 0                 | .000              | 5 ° en la AFC Este | -            | -            | -            | Reemplazado por Joe Thomas |
| Total BAL | Total BAL | 4                 | 13                | 0                 | .235              |                    | 0            | 0            | .000         |                            |
| Total     | Total     | 4                 | 13                | 0                 | .235              |                    | 0            | 0            | .000         |                            |